# Toucinho do céu
Toucinho do céu é uma sobremesa tradicional de Portugal, de cor amarela intensa, à base de ovos e açúcar. Tem origem nos conventos portugueses, razão da denominação coletiva de doçaria conventual desta categoria de doces.
Consiste numa espécie pudim denso feito com açúcar em ponto pérola ao qual se adicionam amêndoas moídas, por vezes, doce de gila e, finalmente, uma grande porção de gemas de ovos.
O nome toucinho do céu deve-se ao facto de a versão original ter banha de porco como ingrediente. Faz-se em todo o país, com diferenças de região para região.